# ICC Cricket World Cup Super League
Herrarnas ICC Cricket World Cup Super League är en internationell crickettävling som spelas i One Day International (ODI)-formatet och är den högsta nivån i Cricket VM-kvalificeringssystem som introducerades 2019. 13 lag deltar i ligan, varav de 8 bästa lagen kvalificerar sig direkt till nästa Cricket-VM och de 5 nedersta lagen går vidare till VM-kvalet för en ny chans att kvalificera sig. Super League ersatte ODI-rankingen som vägen till direktkvalificering till 2023 års cricket-VM. Den enda upplagan av ODI Super League spelas mellan 2019/2023.

## Bakgrund
Superligan introducerades efter världsmästerskapet i cricket 2019 och introducerade förbättringar av kvalificeringsprocessen för världsmästerskapet. Den tidigare användningen av ODI-rankningar involverade intrikata beräkningar och var obalanserad. Det var öppet för manipulation utan någon skyldighet för topplag att spela mot mindre lag, som inte hade någon chans att förbättra sina positioner. Som jämförelse har Superligan en enkel poängtabell och samma antal matcher för varje lag.
Att möta bättre konkurrens gav mindre lag utsikter till bättre publiksiffror, ekonomisk vinst och ökad popularitet för cricket i sina länder. Nederländerna skulle vara värd för England i maj 2021, men turneringen sköts fram ett år eftersom den pågående COVID-19-pandemin kunde ha begränsat närvaron och gjort matcherna ekonomiskt olönsamma.

## Tävlingsformat

### Tävling
Cricket-VM hålls en gång vart fjärde år och Superligan är en del av kvalificeringsprocessen för varje upplaga. 13 lag spelar 24 matcher vardera och rankas efter sina resultat. Matcherna är planeras i samförstånd mellan lagen. De högst rankade lagen kvalificerar sig direkt till nästa världsmästerskap medan de återstående lagen går vidare till VM-kvalet.

### Upp- och nedflyttning
Ett system för upp- och nedflyttning finns mellan Super League och ICC Cricket World Cup League 2. I VM-kvalet, om det lägst rankade laget från Super League skulle rankas under mästarna i League 2, kommer de att flyttas ned till League 2 och League 2-mästarna kommer att flyttas upp till Super League.

## Upplagor
| Säsong    | Mästare | Nedflyttad | Uppflyttad |
| --------- | ------- | ---------- | ---------- |
| 2019/2023 |         |            |            |